# カザルボルディーノ
カザルボルディーノ（イタリア語: Casalbordino）は、イタリア共和国アブルッツォ州キエーティ県にある、人口約6,100人の基礎自治体（コムーネ）。

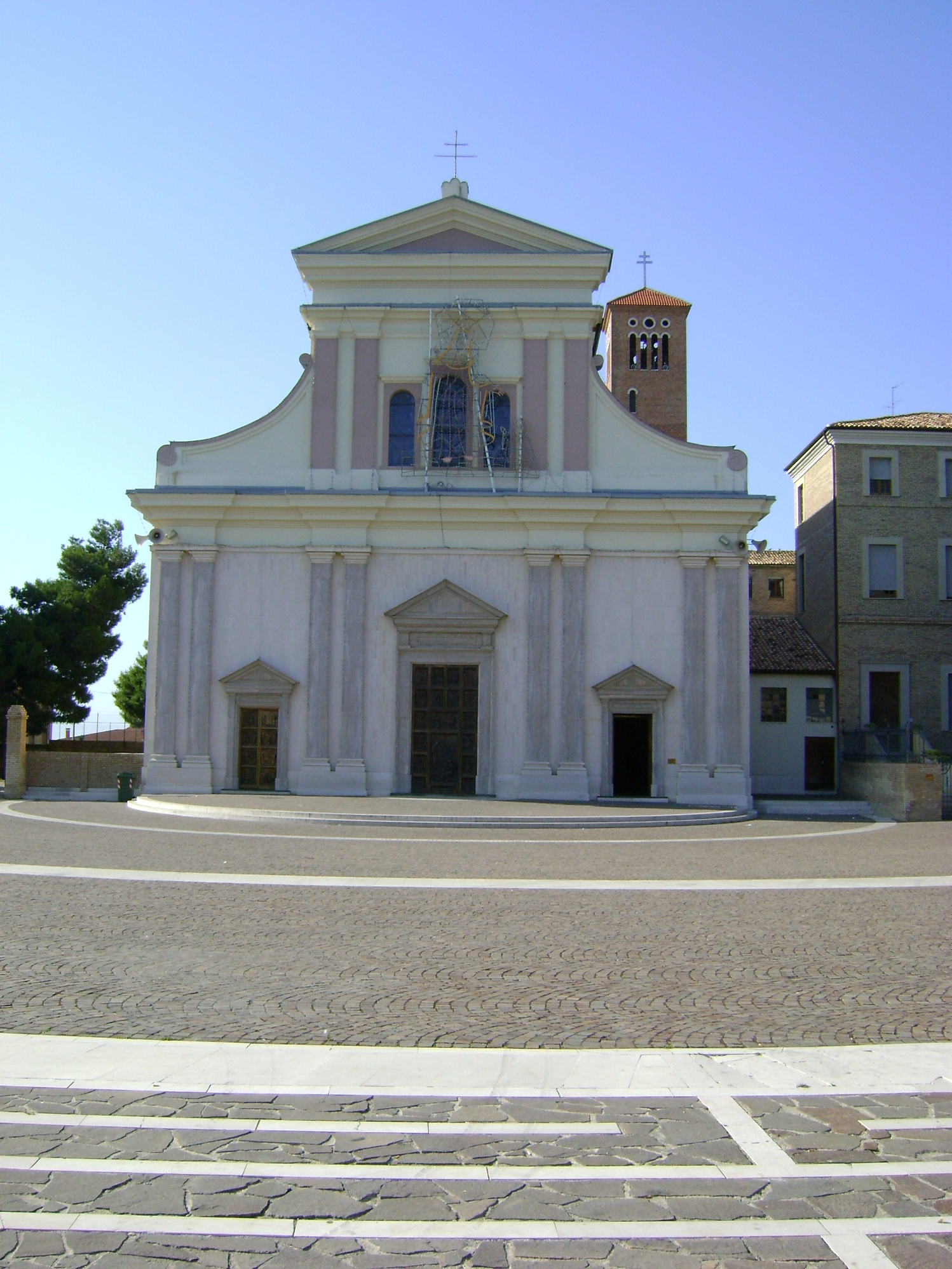
Casalbordino

## 地理

### 位置・広がり

#### 隣接コムーネ
隣接するコムーネは以下の通り。
- アテッサ
- パリエータ
- ポッルトリ
- トリーノ・ディ・サングロ
- ヴァスト
- ヴィッラルフォンシーナ

## 行政

### 分離集落
カザルボルディーノには、以下の分離集落（フラツィオーネ）がある。
- Boragna Lunga, Casalbordino Lido, Casecarogna, Cavalluccio, Cerreto, Fontanelle, Iannace, Leoni, Miracoli, Piana D'Alloro, Piane Sabelli, Piantonella, Ripa, Santini, Santo Stefano, Selvotti, Solagna Lunga, Termine, Usco, Verdugia, Vidorni, Villa Lanza, Villa Vecchia